# Roger Casement
Roger David Casement (em irlandês: Ruairí Mac Easmainn; Dublin, 1 de setembro de 1864 Londres, – 3 de agosto de 1916), foi um patriota, poeta, revolucionário e nacionalista irlandês.

## Vida
Casement era filho do Capitão Roger Casement, do 3º batalhão de Guardas-dragões do exército britânico, e de Anne Jephson, que o batizou secretamente na Igreja Católica; no entanto, ele foi educado como protestante, que era a crença de seu pai. Estudou na escola diocesana de Ballymena e, quando terminou os estudos, teve vários empregos na administração pública, incluindo missões em África. A partir de 1895 foi cônsul do Reino Unido em vários países africanos e, no Congo foi autorizado pelo governo britânico a investigar e relatar os abusos dos direitos humanos perpetrados contra os locais. Pelo seu relatório, recebeu a honra de Companheiro da Ordem de São Miguel e São Jorge em 1905. Foi depois cônsul em Santos, Pará e Rio de Janeiro, no Brasil, e ainda na bacia de Putumayo, no Peru, onde novamente denunciou os abusos dos direitos humanos por empresas de extração de borracha. O seu relatório sobre este assunto foi publicado pelo parlamento britânico e deu-lhe o reconhecimento internacional como humanista e o título de Cavaleiro (Sir).
Entretanto, Casement era membro da Liga Gaélica e, quando deixou o serviço consular, em 1911, se envolveu na fundação dos Voluntários Irlandeses que pretendiam o rompimento da Irlanda do Império Britânico. Quando a Primeira Guerra Mundial estalou, em 1914, Casement pensou que a Alemanha poderia ser um aliado da Irlanda e visitou aquele país para tentar arranjar apoio em armas e oficiais para uma insurreição armada. Quando se deu a Revolta da Páscoa, em 1916, Casement foi preso, julgado por traição, condenado e executado tendo, nessa altura, perdido a honraria de cavaleiro da Ordem de São Miguel e São Jorge.
Em 2010 o escritor peruano Mario Vargas Llosa, publica o livro O Sonho do Celta,  biografia romanceada de Roger Casement.